# Ecsenius pulcher
Ecsenius pulcher és una espècie de peix de la família dels blènnids i de l'ordre dels perciformes.

## Morfologia
- Nombre de vèrtebres: 37-39.[2]

## Reproducció
És ovípar.

## Hàbitat
És un peix marí de clima tropical.

## Distribució geogràfica
Es troba al Golf Pèrsic, el Golf d'Oman, la costa d'Oman i la costa nord-oest del subcontinent indi.